# Бурхт
Бурхт (нидерл. Burcht, также упоминается как Лейденский замок или Лейденская башня) — средневековое укрепление типа бергфрид в Лейдене, Нидерланды. Возведено на насыпном холме в месте слияния двух проток Рейна (нидерл. Oude Rijn и нидерл. Nieuwe Rijn). Ныне здесь общественный парк.

## История
В XI веке на этом месте был насыпан холм, на 9 метров возвышающийся над окружающим ландшафтом. Графиня Ада Голландская использовала укрепление как свою резиденцию до смерти своего отца в 1203 году. На тот момент замок уже был каменным, но, когда Ада была пленена своим дядей, он был перестроен из туфа. В 1204 году башня была вновь захвачена и перестроена из кирпича.
Уже в XIII веке укрепление считалось устаревшим, так как у подножия насыпи горожанами было построено множество домов, что делало оборону невозможной без их предварительного разрушения. Существовавшая ранее внутри стен башня-донжон постепенно была разобрана для повторного использования строительных материалов. По мере роста города в XIII-XIV веках замок потерял свое военное назначение, но стал романтическим патриотическим символом, особенно после осады Лейдена в 1573-1574 годах (тогда её строительство приписывалось Хенгисту, легендарному англосаксонскому завоевателю кельтской Британии).
В 1651 году городской совет купил Бурхт, чтобы переделать его в водонапорную башню (водопровод, ведущий к фонтанам на городских площадях, до сих пор цел). В 1662 году в стенах замка были сооружены новые ворота с гербами знатнейших семей города. Есть также двое других ворот: одни кованыe, построены в 1653 году у подножия холма; другие оформляют въезд в парк на южной стороне. Латинское стихотворение, написанное на этих южных воротах, на протяжении веков использовалось в преподавании основ латыни местным студентам (в 1999 году здесь была установлена мемориальная доска с переводом на нидерландский язык).

## Упоминания в литературе
«Мы побежали на башню Хенгиста. В древние времена здесь был целый замок, а теперь осталась круглая зубчатая стена шагов двести в поперечнике. Наверху растут дубы и боярышник. Отсюда как на ладони видны окрестности.»
— Константин Сергиенко. Кеес Адмирал Тюльпанов — Глава «Подвал "Под семью замками"»

## Галерея
- Бурхт (раскрашенная гравюра, 1698).
- Вид стен изнутри.
- Портал с гербами знатнейших семей города (1658-1662).
- Кованые ворота у подножия холма (1653).
- Южные ворота с латинской надписью.